# بلوار آیت‌الله کاشانی
بلوار آیت‌الله کاشانی با شماره‌گذاری معابر خیابان ۱۶۴ تهران که قبل از انقلاب با نام آتاتورک شناخته می شد، نام بلواری در شمال غرب تهران است که از غرب به محله شهر زیبا محدود شده و پس از عبور از محله جنت آباد جنوبی و محله سازمان برنامه به فلکه دوم صادقیه منتهی می‌شود. این بزرگراه با بزرگراه‌های ستاری، حکیم و باکری متقاطع است. بافت منطقه نوساز و شیک است. خوش آب و هوا بودن این منطقه، دسترسی مناسب به سایر مناطق تهران و امکانات رفاهی و تفریحی خوب از مهم ترین علت های بالا بودن قیمت آپارتمان ها در این محله است.